# 财州
财州，中国南北朝时设置的州。
东魏武定八年（550年）以财丘郡置财州，治所在豫州鲖县固始城（今安徽临泉县境）。根据《方舆纪要·卷21颍州》记载财州城在“州西南百十里。……今有二土城，相去二、三里，土人呼曰东才城、西才城”。北齐废，所设包信县，划入豫州广宁郡。